# Ботевград
Вижте пояснителната страница за други значения на Ботевград.
Бòтевград е град в Западна България, Софийска област. Той е втори по население в областта след Самоков и е административен център на община Ботевград. До 1866 г. е наричан Самунджиево, а до 1934 г. носи името Орханиè. По данни на ГРАО към 15 септември 2023 г. в града живеят 20 389 души по настоящ адрес и 22 010 души по постоянен адрес.

## География
Намира се в Софийска област, на 60 km от столицата София, на север от Стара планина, по посока Варна или Русе.
Разположен е в южната част на Ботевградската котловина между Предбалкана на север и Стара планина на юг, на 350 m надморска височина. На северозапад котловината е ограничена от планинския рид Гола глава, а на североизток – от рида Лакавица. Двата рида се разделят от река Бебреш, която тече през котловината. От югозапад на юг котловината граничи съответно със старопланинските масиви Ржана, Голема планина, Мургаш и Етрополска планина. Северният дял на Етрополска планина, който граничи с котловината, се нарича Било планина. На север се издигат възвишенията Медвен (520 m) и Темуша (480 m).
През града протича Стара река – ляв приток на река Калница, вливаща се в река Бебреш. Тя извира от Етрополска планина и в горното си течение понякога се нарича Ечемишка река. Коритото ѝ в града е укрепено като канал. До града се намира микроязовирът Мали лаг.

### Климат
Климатът е умереноконтинентален. Средната годишна температура е 10,9 °C. Средногодишната сума на валежите е 746 mm, с есенно-зимен минимум и пролетно-летен максимум. Най-голямо е количеството на валежите през май, юни и юли. Преобладават северозападните ветрове, които са свързани с преноса на влажни въздушни маси от запад и северозапад. Средната скорост на ветровете е около 1,5 – 2 m/s.
| Ботевград                             | Ботевград | Ботевград | Ботевград | Ботевград | Ботевград | Ботевград | Ботевград | Ботевград | Ботевград | Ботевград | Ботевград | Ботевград | Ботевград |
| Месеци                                | яну.      | фев.      | март      | апр.      | май       | юни       | юли       | авг.      | сеп.      | окт.      | ное.      | дек.      | Годишно   |
| Абсолютни максимални температури (°C) | 18,8      | 22,9      | 33        | 30        | 35,5      | 37,7      | 38,5      | 41,2      | 41        | 34,6      | 26,8      | 21,9      | 41,2      |
| Средни максимални температури (°C)    | 2,8       | 6,4       | 10,4      | 17,4      | 21,9      | 25,2      | 27,6      | 28,9      | 24,7      | 17,8      | 12        | 6         | 16,8      |
| Средни температури (°C)               | −1,9      | 1,2       | 4,8       | 11,4      | 15,7      | 18,8      | 20,8      | 20,7      | 16,8      | 11        | 7         | 1,7       | 10,7      |
| Средни минимални температури (°C)     | −6,2      | −3,4      | 0         | 5,5       | 9,8       | 12,8      | 14        | 13,6      | 10,3      | 5,6       | 2,8       | −2,1      | 5,2       |
| Абсолютни минимални температури (°C)  | −31,9     | −29,5     | −25,4     | −4,3      | −0,8      | 4,3       | 6,2       | 5,7       | −1,2      | −4,3      | −12,8     | −22,5     | −31,9     |
| Средни месечни валежи (mm)            | 45        | 38        | 49        | 67        | 104       | 117       | 84        | 60        | 60        | 58        | 57        | 48        | 787       |
| ------------------------------------- | --------- | --------- | --------- | --------- | --------- | --------- | --------- | --------- | --------- | --------- | --------- | --------- | --------- |
| Източник: Stringmeteo.com             |           |           |           |           |           |           |           |           |           |           |           |           |           |

### Население
При първото преброяване в Княжество България през 1881 г. Орхание има 2284 жители.
| Ботевград                                    | Ботевград | Ботевград | Ботевград | Ботевград | Ботевград | Ботевград | Ботевград | Ботевград | Ботевград | Ботевград | Ботевград | Ботевград | Ботевград | Ботевград |
| -------------------------------------------- | --------- | --------- | --------- | --------- | --------- | --------- | --------- | --------- | --------- | --------- | --------- | --------- | --------- | --------- |
| Година                                       | 1934      | 1946      | 1956      | 1965      | 1975      | 1985      | 1992      | 2001      | 2011      | 2016      | 2021      |           |           |           |
| Население                                    | 4927      | 6079      | 8646      | 12 043    | 17 774    | 22 459    | 23 006    | 21 545    | 20 345    | 19 456    | 18 807    |           |           |           |
| Източници: Национален статистически институт |           |           |           |           |           |           |           |           |           |           |           |           |           |           |

Численост и дял на етническите групи според преброяването на населението през 2011 г.:
|                     | Численост | Дял (в %) |
| Общо                | 20 345    | 100,00    |
| Българи             | 17 011    | 83,61     |
| Турци               | 20        | 0,09      |
| Цигани              | 1472      | 7,23      |
| Други               | 33        | 0,16      |
| Не се самоопределят | 83        | 0,40      |
| Неотговорили        | 1726      | 8,48      |

## История

### Античност
Най-древният предшественик на Ботевград е тракийско селище от V в. пр. н. е., което се намира в района на днешните хмелови конструкции в местността Манастирището, западно от града. Оттук в Ботевградския музей са прибрани разнообразна битова и строителна керамика, оръдия на труда, мраморна оброчна плоча с образа на Тракийския конник. Край града, в местността „Рибни вири“ до с. Врачеш, са открити и фрагменти от римска пътна колона с надпис „На нашите господари Валентиан, Валент и Грациан – победители и триумфиратори, винаги свещени“. Колоната вероятно произхожда от 375 г., защото само през тази година тримата са управлявали заедно. Използвани са строителни техники opus siliceum и opus Signinum, които са съобразени с местните традиции, съществуващите строителни материали и функционалността на сградите. Местоположението на селището е благоприятно за развитие на земеделието и занаятчийството, лов и риболов.
Близостта на селището с римския път става причина жителите му да го изоставят и се установят на 3 km южно от него в гората-закрилник, където израства ново село, наречено Зелин. При заселването на славяните по нашите земи селището придобива чисто славянски облик. През Втората българска държава село Зелин влиза в пределите на феодално владение, чийто управител севаст Огнян, виден болярин при цар Иван Шишман, със седалище крепостта „Боженишки Урвич“, оказва последна съпротива на османските поробители в защита на българската държава.

### Османско владичество
Районът на Ботевград е завладян от османските нашественици след ожесточени боеве. Започва да се налага османската феодална система и администрация. От Зелин са съхранени тимарски регистри от 1515, 1541 – 1544 и 1622 г. Чрез преписка от 1726 г. се потвърждава съществуването му и свидетелства за разгърната религиозна и книжовна дейност от местните свещеници, както и за тясно взаимодействие между християните в района. През XVI век тимарските регистри потвърждават за още едно селище с името Самунджи, чието население е със специален – чакърджийски статут. Селото е отбелязано и в поменика на Етрополския манастир през следващото столетие. Откритата голяма монетна находка от втората половина на XVIII и началото на XIX в., включваща сребърни и златни западноевропейски и турски монети, е доказателство за имотното състояние на някои от жителите му, както и за значителни търговски връзки. До началото на XIX в. Самунджиево започва да се разраства, докато Зелин се обезлюдява. По време на кърджалийските размирици действат чети на хайдутите от Попчовския род, Вуновци, Питроповци, Редовци, Дацовци, Рогачевци.
По силата на административните реформи в Османската империята до средата на 60-те години на XIX век, в края на 1865 г. село Самунджиево е обявено за град и околийски център под името Орхание. Започва изграждането на часовникова кула, конак, владишки конак, поща, ханове, кафенета, дюкяни, фурни, оформена е и оживена чаршия. В администрацията на казата са включени и по-заможни българи.
През декември 1871 г. Васил Левски в тесен кръг с В. Петров, М. Николов, Г. Брънчев, Петър бояджията, В. Бушаранов, Петко Николов и др. създава революционен комитет, който развива своята дейност до времето на Арабаконашкия обир. През 1876 г. е разгромена Ботевата чета, а заловените от целия район бунтовници преминават през Орхание за София.

### След Освобождението
На 29 ноември 1877 г. градът е освободен от османско владичество с помощта на руски и финландски воини от Западния отряд на ген. Йосиф Гурко. Съдействие оказва местното население. На 2 януари 1878 г. в присъствието на Софийския губернатор и вицегубернатор е произведено гласоподаване за градски съвет и за председател е избран Стоян Брънчов. През 1879 година принудително са покръстени всички цигани мюсюлмани в града. От 1881 г. Орхание е център на един от най-големите седмични пазари за едър и дребен добитък в Северна България.
По време на Сръбско-българската война през града преминават войски и обози, които трябва да достигнат до западния фронт. Изградени са складове за военни припаси и е открита военна болница. През 1904 г. в Орхание е преместен Шестнадесети пехотен ловчански полк, който дотогава е във Враца.
През 30-те години на XX век в Орхание са предприети значителни мерки за благоустрояване и хигиенизиране. Приложен е планът за корекция на реката и са оформени площадите пред съдебната палата и читалището, приложена е регулацията на някои улици. Откриват се старопиталище, баня и ученическа трапезария. Близостта със столицата създава добра възможност за развитие на туризма. Това благоприятства откриването на хотелите „Бристол“, „България“, „Витоша“, „Москва“ и няколкото хана. През април 1940 г. е осветен далекопроводът, чрез който се осигурява електрификацията на града.
Името Орхание е сменено с Иоанинград със Заповед 2820, с която са преименувани общо 1043 населени места в България през 1930 г. В машинописния оригинал на заповедта текстът е заличен чрез изтриване с гума, но въпреки това са останали достатъчно ясни следи, за да може днес той да бъде възпроизведен. Ясно се вижда и изписването на новото име Иоанинград не със заглавна буква Й, а с И, каквато е правописната норма от онова време за името на българската царица Йоанна Савойска. В крайна сметка, поради връзката на този край със съдбата на част от Ботевите четници, от 1 декември 1934 г. градът е именуван на поета и революционер Христо Ботев.
През 1960-те години улиците в централната част са павирани и асфалтирани. Създадени са градини за отдих и озеленени улици. В началото на 1970 г. започва изграждането на комплекс „Север“. През 1970-те години приключва пълното водоснабдяване и канализиране на града. Важно място в общинската дейност заема благоустрояването и хигиенизирането. В западната част на Ботевград е оформен парк за отдих на населението. През 1983 г. е разкрит домашен социален патронаж. Само за 1987 г. Социални грижи отпускат парични помощи на стойност 239 150 лева, предназначени за многодетни и самотни майки, възрастни и болни хора. Втората половина на 1980-те години важно място е отделено на архитектурно-художествения и благоустройствен облик на града, който претърпява значително изменение. Завършена е централната градска част с изграждането на хотела, младежкия дом, ритуалния дом, форума, дома на науката и техниката.

## Политика
Настоящият кмет на община Ботевград е Иван Гавалюгов (р. 7 октомври 1977) – възпитаник е на ГПЧЕ „Алеко Константинов“, Правец. Завършва застраховане и социално дело в УНСС. Владее английски език и ползва руски език. Семеен с четири деца. През 1999 г. започва бизнес в областта на компютърните технологии. Състезател по баскетбол, вицешампион и шампион с юноши старша възраст на БК „Балкан“. Председател на УС на БК „Балкан“ в периода 2008 – 2012 г. В продължение на два мандата 2008 – 2015 г. е общински съветник. На 1 ноември 2015 г. е избран за кмет на Община Ботевград.

## Икономика
В края на XIX в. от важно значение за развитието на икономическия живот в града е еснафът, който се състои от железари, дърводелци, седлари, кожухари, панталонаджии, кондурджии и др. Влияние оказват и тютюневите фабриканти, манифактурджиите, хотелджии-гостилничарите и кръчмарите. През 1898 г. след като Общината организирана изложба на пашкули и коприна, е открита Държавна образцова бубарница.
В първото десетилетие на XX в. в Орхание има 2 тютюневи фабрики, содолимонадена, за марсилски керемиди и мелница на дружество „Индустриал“. Този стопанският подем благоприятства откриването на клонове на Българска народна банка и Популярна банка.
След военните години градът изпада в икономическа, социална и политическа криза, от която постепенно започва да се съвзема. През 1924 г. в града е преместена коларо-железарската работилница на Рачо Джамбов, която от 1928 г. започва да произвежда автомобилни каросерии. Създадени са автомобилно сдружение „Изток“ и скотовъдно-млекарско дружество „Балкан“. През юни 1935 г. е учреден Околийски занаятчийски синдикат.
Към края на Втората световна война промишлеността се определя от съществуващите три керамични фабрики за марсилски керемиди и тухли, две мелници, седем дърводелски работилници за производство на бурета, бъчви, дървен амбалаж, столове, налъми и др., две коларо-железарски, два дарака и чепкала за обработка на вълна. За развитието на земеделието спомагат наличните 10 417 декара ниви, 6041 декара ливади, 119 декара зеленчукови градини, 422 декара овощни градини и 949 декара лозя. Напояването на част от насажденията се осъществява чрез създадения преди години „Воден синдикат“.
През декември 1947 г. е извършена национализация на промишлените предприятия и е престъпено към уедряването им. В началото на 1948 г. е взето решение за създаване на общинско стопанско предприятие „Хоремаг“, обединяващо кръчми, ресторанти, хотели и магазини. Към него са предадени за управление и национализираните индустриални фабрики като са образувани две отделни предприятия. През 1950 г. е създадена ГТП „Градска търговия“, с приоритети: търговия на дребно, обществено хранене и промишлена дейност. Същата година е открито ДПП „Родина“, което обхваща 56 работилници, дараци, воденици и др. на територията на околията.
След извършената аграрна реформа през май 1950 г. е създадено ТКЗС, което се развива в зърнено-животновъдна насока и зеленчукопроизводство като голяма част от продукцията се изнася от района. Към януари 1958 г. в околностите на града се отглеждат 2559 овце, 7447 птици, 709 свине, 736 говеда, 640 кози.
Разширява и се модернизира производството на автобуси в завод „Чавдар“. Изработват се модели с различно предназначение. От 1962 г. към „Чавдар“ започват да се произвеждат машини за хранително-вкусовата промишленост, а по-късно и хладилна мебел.
На 28 април 1965 г. е открит завод за полупроводникови елементи, в който е внедрена френска технология за производството на германиеви диоди и транзистори, който снабдява с градивни електронни елементи електронната промишленост. С увеличаването на ръста на производство изнася продукция за Полша, Чехословакия, КНДР, ГДР, Франция и СССР. В 1968 г. е поставено началото на Институт по полупроводникова техника, разработващ авангардни технологии в областта на микроелектрониката. Към средата на 1960-те години започва разгърната дейност Завод за резервни части. Освен за вътрешния пазар, продукцията му е предназначена и за износ в Куба, ГДР и Унгария.
В края на 1968 г. е открит хлебозавод за производство на хляб, сладкарски изделия и безалкохолни напитки, а през 1969 г. млекозавод с основна дейност изкупуване, преработка и реализация на млечни продукти и месокомбинат „Родопа“. Работят и Завод за кухненско обзавеждане и Завод за ензимни препарати, чиято продукция е предназначена за битовата химия. През март 1971 г. ТКЗС Ботевград влиза в състава на Аграрно-промишлен комплекс, който включва 27 селища, с главни насоки на развитие животновъдство, овощарство и оранжерийно производство. През юли 1980 г. е открит Стопански химически комбинат с дейност насочена към пластмасопреработка, тапетно производство и производство на микробиални продукти и ензимни препарати. Комбината произвежда над 1000 продукта. Към средата на 1980-те години в Ботевград е формиран значителен научен потенциал в Института по полупроводникова техника и базите за развитие към НПСК-ПТ, КА „Чавдар“ и СХК. През декември 1983 г. е открит Кулинарен комбинат за производство на готови храни и полуфабрикати като нова форма на обществено хранене. Създадено е и Предприятие за дребен земеделски инвентар. Към ДСП „Родина“ започват да функционират няколко цеха на територията на три общини. Построена е оздравителна база. Като специализирано предприятие за услуги значителна дейност разгръща ДПУ „Христо Ботев“.
Най-големите работодатели в града са заводите за електронни елементи на „Сенсата Технолоджис България“ и „Интегрейтид Микро-електроникс България“ (преди EPIQ). Двете предприятия ползват части от базата на бившия завод за полупроводници. Друг голям работодател е GE Pharmaceuticals. Открит е и завод за светодиоди.
По-големи магазини в града са „Кауфланд“, „Техномаркет“, „Фантастико", „Гейбриел" (продажба на перилни и почистващи препарати, парфюмерия и козметика).
Градът е изцяло газифициран, включително и голяма част от вилната зона. Крайните цени на природния газ са между най-ниските за страната.
В местността Зелин, южно от Ботевград, се намира голям седеметажен обект на БТК. Обектът е зелено училище за около 120 души или почивна станция. Среща се и като Център за подготовка и квалификация на кадри „Зелин“. Сградата е снабдена с 2 когенерационни (ток + топлина) установки, едната е 150 kW електрическа и 200 kW и топлинна енергия, за втората няма данни.

### Транспорт
Поради близостта на магистрала Хемус и липсата на жп гара, основният обществен междуселищен транспорт е автобусен. Има редовни автобуси до София и околните селища.
Най-близката главна жп гара е Мездра, докъдето също има редовни автобусни линии.
До вилната зона Зелин има редовен градски транспорт (автобус или минибус). За придвижване в града може да се ползват таксиметрови услуги, както и обществен транспорт линия Север-Изток.

### Водоснабдяване
Водата за нуждите на града идва от близкия язовир „Бебреш“. Поради изцяло гравитационното движение на водата, крайната цена е значително по-ниска от средното за страната. В града са изградени и множество чешми с течаща планинска вода (т.нар. Стубленски чешми), които са особено популярни сред местното население като източник на свежа питейна вода.

## Здравеопазване
През 1905 г., със съдействието на д-р Тошко Петров, започва изграждането на нова съвременна болница. Положени са основите на здравно-осигурителна каса и е съставена е комисия за закрила на женския и детския труд. Поставено е началото и на ветеринарното дело. През 1902 г. е открита една от първите лечебници в страната. През 1920-те години е основано дружество „Младежки червен кръст“.
След 1960-те години здравеопазването в града се осъществява в Обединена околийска болница, която разполага със 120 места, ТУБ – диспансер с 24 места и Здравен дом с 22 места.

## Образование
През 1826 г. е открито килийно училище към параклиса „Св. Георги“. През 1840-те години с дарения е построена и специална сграда. Сред учителите, които преподават са йеромонах Аркадий и свещеник Симеон – учили в Света гора, Христо Бойчев – завършил Роберт колеж в Цариград, Иван Каролеев – учил в Киевската семинария, Димитър Мишев – завършил Габровската гимназия и др. През 1874 г. е построено ново, модерно за времето училище.
През 1910 г. е открито Държавно девическо земеделско домакинско училище, а в 1912 г. е построено второ начално училище и започва осъществяването на гимназиално обучение. Открива се резбарско училище.
Учебни заведения
- Международно висше бизнес училище
- Колеж по енергетика и електроника (ботевградска база) към Технически университет – София
- Природо-математическа гимназия „Акад. проф. д-р Асен Златаров“
- Професионална гимназия по техника и мениджмънт „Христо Ботев“
- Професионална гимназия „Стамен Панчев“
- Основно училище „Васил Левски“
- Основно училище „Никола Йонков Вапцаров“
- Основно училище „Св. св. Кирил и Методий“

## Култура
В края на 1883 г. е открито читалище „Напредък“. Организират са вечерни курсове за ограмотяване на населението. Трикласното училище в града е модернизирано и библиотеката към него е обогатена с педагогическа литература. През 1902 г. е издаден първият вестник в Орхание „Огледало“ – седмичник за политика, литература и икономика. Учредени са женско и юнашко дружество. Създаден е и първият градски хор. Негов ръководител е Стамен Панчев. В това време са основани също така и любителска театрална група и подофицерско дружество „Сурсувул“.
През 1924 г. е вчиталището е открит театър с името на Христо Ботев. В 1928 г. в града е учреден „Общограждански комитет за стопанско и културно повдигане“, с цел материален и духовен просперитет на града и околията.
През 1970-те години към читалището са сформирани смесен хор, театрален състав, естрадно-сатирична група, танцов колектив, група за народно пеене, куклен театър. Развива се самодейна дейност в повечето от предприятията и училищата като голяма част от колективите заемат призови места на републиканските фестивали.
Към Профсъюзния дом на културата се изявяват представителен танцов колектив, ученически духов оркестър, театрален колектив, женски хор. По-голяма част от тях участват в Национални и Международни фолклорни фестивали и турнета.
- Исторически музей
- Библиотека „Иван Вазов“
- Читалище „Христо Ботев“
- Фолклорен клуб „Хоро-Н“
- Кино „Форум“

### Редовни събития
- 29 ноември – празник на Ботевград
- Разпети петък – традиционен събор, който датира от времето, когато Ботевград е бил Орхание. По традиция трябва да се купи нещо калено за здраве. Съдът трябва да е кален (глинен), тъй като Мария-Магдалена, когато помолила Исус Христос за опрощаване на греховете, събирала сълзите си в кален съд. Закупуването на такъв съд на Разпети петък символизира желанието на човек да бъдат опростени греховете му. На този събор се събират производители и търговци на глинени съдове от цялата страна.

### Религия
По-голямата част от хората са източноправославни християни. В периода 1860 – 1864 г. със средства, труд и материали на местното население е изградена църквата „Възнесение Господне“. Тя е в непосредствена близост до „Молитвен дом“, използван от две десетилетия за църква и училище.
В града се намират:
- Църква „Възнесение Господне“
- Храм „Успение Богородично“
- Манастир „Рождество Богородично“ в Зелин
- Местна църква на Евангелската методистка епископална църква[19]

### Кухня
- Ботевградска топеница – приготвя се от изцедено кисело мляко с добавено натрошено сирене. Прибавят се нарязани на ситно и обелени печени чушки, 2 – 3 сварени яйца на кубчета. Подправя се със счукан чесън и по избор чер пипер, магданоз и др.

## Забележителности
В Ботевград се намират следните забележителности от Стоте национални туристически обекта на Български туристически съюз:
- Часовниковата кула в Ботевград е символ на града и присъства в герба му. Кулата е построена през 1862 – 1864 г. Името на архитекта не е запазено, но майсторът е известен – Вуно Марков. Оригиналният часовников механизъм се пази в Историческия музей, а сегашният е направен от майстори в Етъра, като частите са внесени от чужбина. Печатът на БТС се намира в музея на града.
- В близост до града е село Скравена, където има още 3 обекта от национално значение, както и село Врачеш, известно с бъчварството и Врачешкия манастир.

- Зелин е вилна зона, част от Ботевград. Разположена е на 3 km южно от града и на около 1 km от магистрала „Хемус“. В нея прекарват почивката си много граждани на Ботевград и околните селища. Във вилната зона е разположен Зелинският манастир Рождество Богородично. Там се намира и вилата на Асен Златаров. В района около Зелин има голяма площ, заета от иглолистни гори.
- Популярни места за почивка и отдих край града са местността Рудешки дол и района на яз. Мали лаг, където в миналото съществува къмпинг и е развит риболова.
- „Жабешкото блато“ се намира на около 1 km южно от Ботевград, Софийска област, в покрайнините на курорта Зелин. Разположено е на 360 m надморска височина, на площ от 1,9 ха. Блатото заема най-ниската част на мочурлива поляна, която пресъхва през летните месеци и се пълни с вода при топенето на снеговете. Планинските жаби (Rana Temporaria) слизат от южните склонове на Старопланинския дял Било по поречието на трите рекички Ечемишка, Червена киселица и Зелинска и при първото затопляне и топене на снеговете в началото на февруари се появяват в блатото. В този период броят им в мочурището достига 450 – 600 екземпляра. Тук се извършва оплождане и метаморфоза на ларвите, след което малките жабчета напускат водоема и се отправят към планината по поречието на реките. Уникалността на природния обект се състои в значителните миграционни процеси, които се наблюдават в района. Научните среди в лицето на проф. Владимир Бешков и Бл. Ангелова доказват, че миграцията е възникнала преди 10 – 12 хил. години в края на последния ледников период и е единствена по размера си в света. Със затоплянето на климата планинската жаба е ограничила разпространението си в планините, където температурата е по-ниска. Отначало през горещите месеци са се заселвали във влажните и сенчести долове и гори около реките, а през пролетта са снасяли яйцата си в блатото. Повишаването на температурата ги е принуждавало през летните месеци да се изкачват все по-високо в планината и да слизат при необходимост от огромни разстояния. С течение на времето се закрепва инстинктът за завръщане към „родното място“.

## Спорт
В 1920-те години са създадени няколко футболни клуба и организацията „Орханийски колоездач“.
- ФК Балкан (Ботевград)
- БК Балкан
- Клуб по спортна акробатика „Балкан“
- спортна зала „Арена Ботевград“ с 4500 седящи места
- целогодишно работеща ледена пързалка
- 1 открит и 1 закрит плувен басейн
- тенис кортове

## Други
На Ботевград са наречени булевард „Ботевградско шосе“ (Карта) и улица „Ботевград“ (Карта) в София.

## Личности
- Родени в Ботевград:
  - Божко Божилов (1840 – 1920 г.), революционер, таен куриер на орханийския революционен комитет. След обира на царската хазна е осъден на десет години строг тъмничен затвор с окови в Аргана-Мадени. Бяга от там на 30 юли 1876 г. заедно с Атанас Узунов и Васил Йонков. През 1877 г. постъпва в 4-та дружина на Българското опълчение и е награден с Кръст за храброст.
  - Валентин Марков (р.1971), шеф ресторантьор[20][21]
  - Георги Христов, баскетболист
  - Мариян Христов (р. 1973), футболист, национал
  - Марияна Николова (р. 1975), политик и бивш министър на туризма

- - Петър Бунов, български революционер от ВМОРО, четник на Боби Стойчев[22]
  - Петър Д. (Дончов) Буйовчето, български революционер от ВМОРО, четник на Никола Иванов и на Тръпко Стоименов[23]
  - Пламен Илиев (р. 1991), футболист
  - Светла Димитрова (p. 1970), лекоатлет
  - Симеон Владов (р. 1966), актьор
  - Стамен Панчев (1879 – 1913), поет
  - Стоян Романски (1882 – 1959), езиковед

## Побратимени градове
Ботевград е побратимен град и има сътрудничество с:
- Саранск, Русия[25][26]
- Холбек, Дания[27]